# Сюмейє Бояджі
Сюмейє Бояджі (тур. Sümeyye Boyacı, нар. 5 лютого 2003) — турецька плавчиня-паралімпійка.

## Життєпис
Народилася 5 лютого 2003 року в Ескішехірі. Народилася з дисплазією кульшового суглоба і без рук.
Навчалася в рідному місті в спеціальній школі, там навчилася писати ногами.

### Малювання
У віці чотирьох з половиною років навчилася малювати ногами. Намалювала ілюстрації до твору Олександра Пушкіна «Казка про рибака і рибку». Цей малюнок брав з собою прем'єр-міністр Туреччини Абдулла Гюль під час свого візиту в Росію. У квітні 2009 року намальовані аквареллю малюнки Бояджі виставлялися на персональній виставці в столиці Росії Москві. 2010 року один з малюнків Бояджі подаровано дружині президента Росії Дмитра Медведєва Світлані Медведєвій. 2014 року малюнки Бояджі експонувались на виставці в Ескішехирі.

## Плавання
Плавання привернуло увагу Бояджі коли вона побачила, як риби плавають, не маючи рук. 2008 року вона почала займатися плаванням. Від 2012 року її тренує Мехмет Байрак.
2016 року Бояджі дебютувала на міжнародному рівні як професіонал. У червні вона взяла участь у міжнародному чемпіонаті в Берліні. Того ж року вона пройшла кваліфікацію до паралімпійської збірної і взяла участь у Паралімпійських іграх, але не здобула медалей. 2017 року взяла участь у Європейському молодіжному чемпіонаті в Італії і здобула бронзову медаль. 2019 року на чемпіонаті з плавання серед паралімпійців, що відбувся в Лондоні, здобула срібну медаль.

## Досягнення
| Змагання                                        | Місце                    | Вид                       | Місце | Час     | Посилання     |
| ----------------------------------------------- | ------------------------ | ------------------------- | ----- | ------- | ------------- |
| 30-й міжнародний чемпіонат Німеччини            | Німеччина, Берлін        | 100 м брасом S6           | Heats | 4:03.27 | [ 9 ]         |
| 30-й міжнародний чемпіонат Німеччини            | Німеччина, Берлін        | 50 м брасом Youth-B S5    | 1     | 52.60   | [ 9 ]         |
| 30-й міжнародний чемпіонат Німеччини            | Німеччина, Берлін        | 50 м вільним стилем S5    | Heats | 51.68   | [ 9 ]         |
| 30-й міжнародний чемпіонат Німеччини            | Німеччина, Берлін        | 50 м батерфляєм S5        | Heats | 1:01.27 | [ 9 ]         |
| Паралімпіада 2016                               | Бразилія, Ріо-де-Жанейро | 50 м брасом S5            | 8     | 50.34   | [ 1 ]         |
| 2017 European Para Youth Games                  | Італія, Лігурія          | 50 м вільним стилем S1-5  | 4     | 52.21   | [ 11 ]        |
| 2017 European Para Youth Games                  | Італія, Лігурія          | 50 м брасом S1-5          | 3     | 51.98   | [ 11 ]        |
| Чемпіонат світу 2017                            | Мексика, Мехіко          | 50 м вільним стилем S5    | 7     | 47.85   | [ 1 ]         |
| Чемпіонат світу 2017                            | Мексика, Мехіко          | 50 м батерфляєм S5        | 6     | 50.99   | [ 1 ]         |
| Чемпіонат світу 2017                            | Мексика, Мехіко          | 50 м брасом S5            | 4     | 46.57   | [ 1 ]         |
| Чемпіонат світу 2017                            | Мексика, Мехіко          | 200 м вільним стилем S1-5 | 7     | 3:58.38 | [ 1 ]         |
| 2018 World Para Swimming European Championships | Ірландія, Дублін         | 50m Backstroke S5         | 1     | 45.21   | [ 12 ] [ 13 ] |
| 2019 World Para Swimming World Series           | США Індіанаполіс         | 50 м брасом S5            | 1     | 45.28   | [ 14 ]        |
| Чемпіонат світу 2019                            | Велика Британія Лондон   | 50 м брасом S5            | 2     | 44.74   | [ 10 ]        |